# Mona llanosa comuna
La mona llanosa comuna (Lagothrix lagothricha) és una espècie de mona llanosa que viu a Colòmbia, l'Equador, el Perú i el Brasil. Viu en grups d'entre dos i setanta individus, però els grups grans es poden subdividir temporalment en grups més petits quan estan ocupats amb les seves tasques.